# Article 700 du code de procédure civile français
 (novembre 2019).
L'article 700 du code de procédure civile français est un texte permettant au juge d'allouer une somme, versée par le perdant, à la partie qui gagne un procès. On parle de « frais non compris dans les dépens ».

## Énoncé du texte
Initialement, sous l'empire du décret du 31 juillet 1976, l'article 700 du code de procédure civile était ainsi rédigé :
« Lorsqu'il paraît inéquitable de laisser à la charge d'une partie des sommes exposées par elle et non comprises dans les dépens, le juge peut condamner l'autre partie à lui payer le montant qu'il détermine. »
Mais depuis le décret du 29 décembre 2013, le texte indique :
« Le juge condamne la partie tenue aux dépens ou qui perd son procès à payer :
1°) A l'autre partie la somme qu'il détermine, au titre des frais exposés et non compris dans les dépens ;
2°) Et, le cas échéant, à l'avocat du bénéficiaire de l'aide juridictionnelle partielle ou totale une somme au titre des honoraires et frais, non compris dans les dépens, que le bénéficiaire de l'aide aurait exposés s'il n'avait pas eu cette aide. Dans ce cas, il est procédé comme il est dit aux alinéas 3 et 4 de l'article 37 de la loi n° 91-647 du 10 juillet 1991.
Dans tous les cas, le juge tient compte de l'équité ou de la situation économique de la partie condamnée. Il peut, même d'office, pour des raisons tirées des mêmes considérations, dire qu'il n'y a pas lieu à ces condamnations. Néanmoins, s'il alloue une somme au titre du 2° du présent article, celle-ci ne peut être inférieure à la part contributive de l'État. »

## Signification
Dans nombre de litiges civils, il y a une partie (ou plusieurs parties) qui gagne(nt) le procès, et une partie (ou plusieurs parties) qui perd(ent) le procès.
L'article 696 du code de procédure énonce que la partie perdante doit payer les dépens de l'instance, dont la liste est fixée par l'article 695.
Or il y a des sommes qui ne figurent pas dans les dépens :

Liste non exhaustive
- les frais d'avocat
- les constats d'huissier de justice
- les frais d'expertise non judiciaire
- les frais de déplacement, d'hébergement, pour se rendre sur les lieux d'une expertise

L'objet de l'article 700 est d'aligner le régime juridique de ces frais sur celui des dépens. La partie qui est condamnée aux dépens peut donc être condamnée par le juge à payer, en plus des dépens, une somme pour couvrir les dépenses précitées. Le perdant devra donc ainsi, en pratique, payer son avocat, payer les dépens, et aussi contribuer à payer (notamment) l'avocat du gagnant.
Il n'est pas rare que cette somme de l'article 700 soit supérieure aux dépens, qui sont très strictement limités.
Les frais de l'article 700 font courir des intérêts au taux légal à compter du prononcé du jugement. La somme allouée peut être recouvrée comme n'importe quelle autre créance.
Le droit de timbre de 35 euros instauré en 2012 et supprimé par la Loi du 29 décembre 2013 correspondait à des frais rentrant dans les dépens (article 695) et leur remboursement ne pouvait pas être demandé sur la base de l'article 700.

## Dénomination de «frais irrépétibles»
Les frais non compris dans les dépens sont parfois appelés irrépétibles : ils ne peuvent pas être « répétés », c'est-à-dire restitués, car ils ne seraient pas juridiquement indispensables. Ceci est d'ailleurs inexact pour toutes les procédures dans lesquelles la constitution d'avocat est obligatoire.
Il est à noter que cette formulation, qui prend son origine dans la notion de repetitio (restitution) du droit romain et du droit écrit du Moyen Âge, tend à tomber en désuétude et à disparaître.
Le mot « irrépétible » n'est d'ailleurs cité dans aucun des principaux dictionnaires écrits publiés en langue française, ni dans deux principaux dictionnaires de termes juridiques, l'expression utilisée étant celle de « frais non compris dans les dépens ».

## Détermination de la somme à payer
Il est indiqué dans le texte que le juge se détermine en fonction de « l’équité » (notion imprécise et malléable) et de « la situation économique de la partie condamnée ».
C'est l'un des rares exemples en droit français où il est textuellement indiqué que le juge peut se référer à l’équité (un autre exemple étant l'article 1135 du code civil).
La décision n'a donc pas être motivée de manière spéciale.
La somme à payer ne constitue pas une prétention pour évaluer le taux de ressort de la juridiction compétente : ainsi, c'est le fond du litige, indépendamment du montant demandé suivant l'article 700, qui détermine qui saisir, par exemple la juridiction de proximité pour un montant inférieur à 4 000 euros, ou le tribunal d'instance en deçà de 10 000 euros et le TGI au-delà.
Il n'existe pas de barème national officiel concernant l'évaluation de l'article 700 par les juridictions, même si des « barèmes officieux » peuvent être pratiqués. D'importantes disparités peuvent donc être constatées entre juridictions d'Île-de-France et les autres départements (les sommes allouées au titre de l'article 700 étant plus importantes pour les cours d'appel de Paris et de Versailles), mais aussi entre les différentes chambres d'un même tribunal de grande instance, et entre les différents magistrats d'une même chambre. Il n'y a donc pas de « loi », de « standard » ou de « règle » en la matière, la détermination des sommes allouées au titre de l'article 700 relevant du pouvoir discrétionnaire du juge.

### Libre appréciation du juge du fond
Ce pouvoir discrétionnaire ne signifie pas que le juge est irresponsable ; il signifie que le juge dispose d'une grande marge d'appréciation. Si le plaideur est mécontent de la décision prise par la juridiction de première instance concernant l'article 700, il peut faire appel, soit sur la totalité du jugement, soit uniquement sur le principe de sa condamnation à l'article 700 ou encore sur l'évaluation de son seul montant. Les rédacteurs du code de procédure civile ont pu estimer qu'une pénalité de quelques centaines d'euros, ou de quelques milliers d'euros, devait être laissée à l'appréciation des juges du fond (tribunal de grande instance, cour d'appel) mais sans qu'un recours devant la Cour de cassation soit possible, car si celle-ci devait se prononcer sur toutes les contestations d'article 700, elle pourrait être facilement engorgée de pourvois de faible intérêt juridique, lui faisant perdre sa fonction de juridiction régulatrice.

### Frais engagés
Un remboursement de frais peut être demandé même dans une procédure sans avocat ou si la procédure est gratuite (par exemple en matière de sécurité sociale).
En matière commerciale, cette somme n'entre pas en compte dans le calcul des émoluments dus à l'avoué.

### Notion de partie gagnante ou perdante
Il suffit qu'une partie ait été condamnée à payer les dépens, même seulement en partie pour qu'elle puisse être condamnée à l'article 700.
De même, si une partie a été déboutée d'une partie de ses demandes, elle peut tout de même bénéficier de l'article 700.
Il existe cependant de très rares exceptions où la partie gagnante doit payer une partie des frais à la partie perdante.

## Équivalent de l'article 700 devant d'autres juridictions
- En procédure pénale, l'article 475-1[13] du code de procédure pénale français énonce la même règle s'agissant des intérêts civils sollicités par une partie civile qui demande l'indemnisation de son préjudice devant le tribunal correctionnel. Le principe est le même pour la cour d'assises, et est énoncé à l'article 375[14] du même code.
- En procédure administrative contentieuse, l'article L. 761-1[15] du code de justice administrative énonce la même règle en ce qui concerne les procédures devant le Conseil d'État, les cours administratives d'appel et les tribunaux administratifs.